# ソフトウェアの自由の日

「ソフトウェアの自由の日」のロゴ

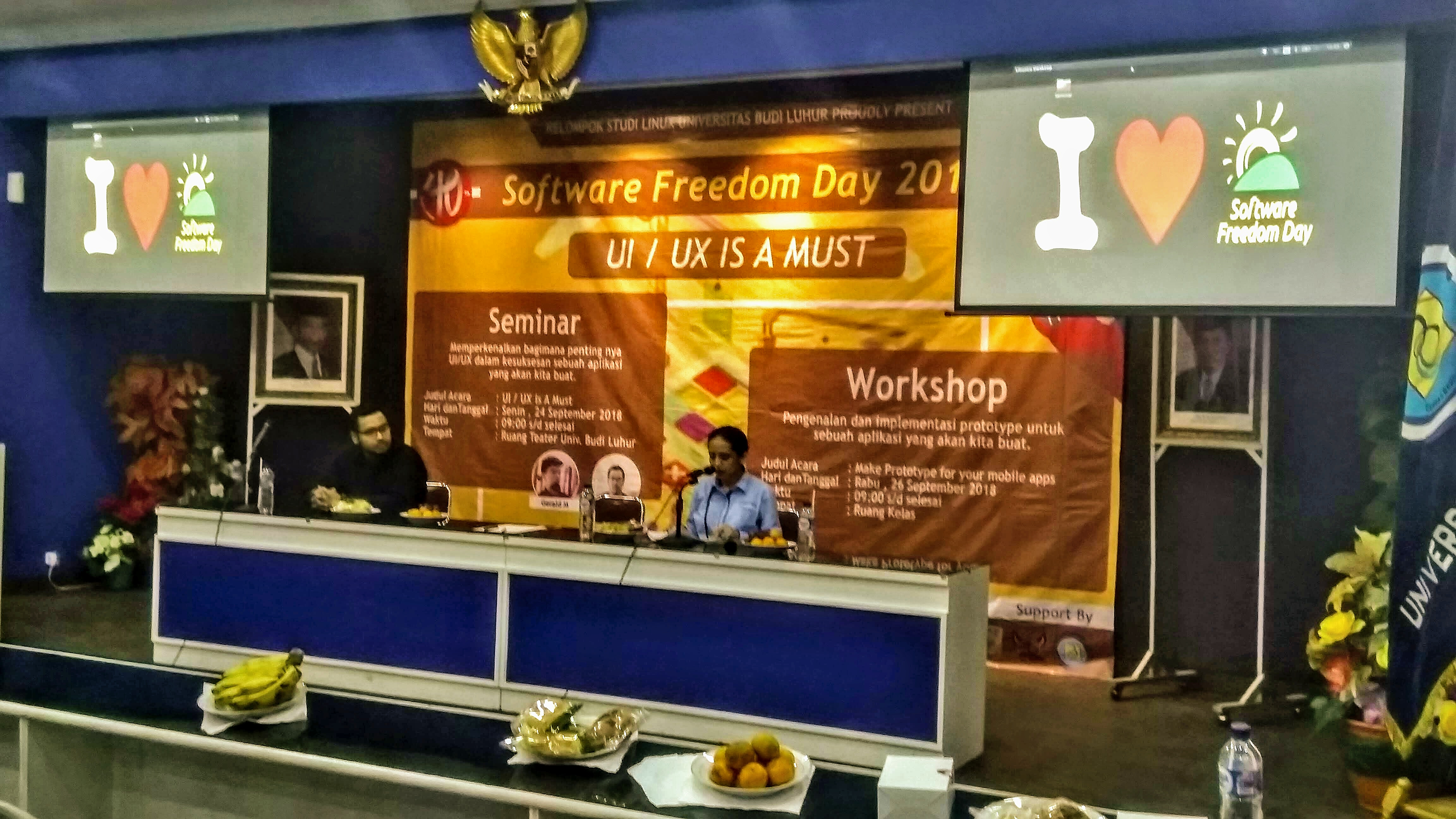
ソフトウェアの自由の日会議2018(インドネシア・ジャカルタのブディ・ルフール大学)

ソフトウェアの自由の日 (ソフトウェアのじゆうのひ、Software Freedom Day)とは自由ソフトウェアに関する年1回の記念日で、自由ソフトウェアやその良さや使用の奨励を公教育に拡大することを目的にしている。SFDと略される。
2004年に制定され、初年は8月28日を記念日と定め、12の団体が参加した。以降、この記念日は成長を続け、2010年には主催者が参加団体が1,000以上になると予想したが過去2年間で開催場所が約400箇所以上と停滞し、参加団体も2009年と比べて30%減少した。
2006年以降SFDは9月の第3土曜日に固定されており、世界海賊口調日（International Talk Like a Pirate Day）と重なる年もある。

## Software Freedom International
"Software Freedom International" (SFI)とはSFDを主催する非営利団体で寄付、スポンサーシップ、契約、会計を取り扱う法人である。SFIは寄付金の税控除を受けるために本拠地登録しているアメリカ合衆国において免税資格を取得している。Software Freedom Internationalの名はSFDのイベントにおける組織体を区別するために選定された。

## 記念日でのイベント
各イベントは世界中の現地組織に運営が任されている。事前登録した組織（2ヶ月前まで）はSFIからイベントの開催を補助するためのグッズが無料で送られる。SFD wikiでは個人団体による高速化するための助けになる情報などの計画が掲載されている。自身のイベントはワークショップ、デモンストレーション、ゲーム、ディスカッション、インストールフェストといったFOSSの良さを説明するカンファレンス間で変化する。

## イベント
| 日付          | 組織 | 国   | 出典                   |
| ------------- | ---- | ---- | ---------------------- |
| 2004年8月28日 | 12   | 不明 | linux.com              |
| 2005年9月10日 | 136  | 60   | linux.com SFD 2005 map |
| 2006年9月16日 | 180  | 70   | SFD 2006 map           |
| 2007年9月15日 | 286  | 80   | SFD 2007 map           |
| 2008年9月20日 | 563  | 90   | SFD 2008 map           |
| 2009年9月19日 | 700  | 90   | SFD 2009 map           |
| 2010年9月18日 | 397  | 90   | SFD 2010 map           |
| 2011年9月17日 | 442  | 87   | SFD 2011 map           |
| 2012年9月15日 | 不明 | 不明 | 不明                   |

注意:初期の年の数字に関してはもっと出典を探す必要があるとされている。SFDウェブサイトの地図は2007年以降のは信頼出来るとされるが、2009年に関してSFIに正式に登録しなかったさらなる参加団体の存在が2つの異なる出典によって示されている。また、多くのグッズを助成された中華人民共和国の約80の団体やサンのコミュニティ(OSUM)の100団体がある。SFDの初期年の地図はレジストレーションスクリプトに繋がなかったオプションのコンポーネントで、従って幾つかの団体は自身の追加することができなかったとされる。

## スポンサー
初めからの主なスポンサーにはLinuxディストリビューションであるUbuntuの関係会社であるカノニカルがある。その後、IBM、サン・マイクロシステムズ、DKUUG、Google、Red Hat、Linode、ノキア、さらに現在ではフリーソフトウェア財団やその姉妹組織である欧州フリーソフトウェア財団（FSFE）といった団体をサポートしているメーカーボット・インダストリーズがスポンサーになったがIBMやサン・マイクロシステムズは現在スポンサーになっていない。メディア報道に関してSFIは Linux Magazine、Linux Journal、Ubuntu Userと提携している。各現地組織も独自にスポンサー（主にFOSSをサポートする団体）を得ており、度々地元の新聞やテレビといったメディアの報道もある。